# Eiaculazione ritardata
L'eiaculazione ritardata è l'incapacità o la difficoltà persistente di raggiungere l'orgasmo da parte di un uomo, nonostante un normale desiderio sessuale e una normale stimolazione sessuale. Generalmente, un uomo può raggiungere l'orgasmo entro pochi minuti dalla spinta attiva durante il rapporto sessuale, mentre un uomo con eiaculazione ritardata non ha affatto orgasmi o non può avere un orgasmo fino a dopo un rapporto prolungato che potrebbe durare per 30-45 minuti o più. Nella maggior parte dei casi, l'eiaculazione ritardata presenta la condizione in cui l'uomo può raggiungere l'orgasmo ed eiaculare solo durante la masturbazione, ma non durante i rapporti sessuali. È la meno comune tra le disfunzioni sessuali maschili e può risultare come effetto collaterale di alcuni farmaci. In un sondaggio, l'8% degli uomini ha dichiarato di non essere in grado di raggiungere l'orgasmo per un periodo di due mesi o più nell'anno precedente.

## Segni e sintomi
L'eiaculazione ritardata può essere di grado lieve (si ha difficoltà ad eiaculare durante il rapporto sessuale), moderata (capacità di eiaculare solo durante la masturbazione in solitaria) o grave (si ha difficoltà ad eiaculare anche durante la masturbazione in solitaria). Tutte le forme possono provocare un senso di frustrazione sessuale.

## Eziologia
Le condizioni mediche che possono causare eiaculazione ritardata includono ipogonadismo, disturbi alla tiroide, disturbi ipofisari come la malattia di Cushing, l'esito di un intervento chirurgico alla prostata e l'abuso di droghe e alcol. La difficoltà nel raggiungere l'orgasmo può anche derivare da un intervento chirurgico pelvico che ha coinvolto un trauma ai nervi pelvici responsabili dell'orgasmo. Alcuni uomini segnalano una mancanza di sensibilità nei nervi del glande, che può essere o meno correlata a fattori esterni, inclusa una storia di circoncisione.
L'eiaculazione ritardata è un possibile effetto collaterale di alcuni farmaci, tra cui inibitori selettivi del reuptake della serotonina (SSRI), oppiacei come morfina, metadone o ossicodone, molte benzodiazepine come il Valium, alcuni antipsicotici e antiipertensivi.
I fattori psicologici e di stile di vita sono stati discussi come potenziali contributori, tra cui sonno insufficiente, distrazione dovuta a preoccupazioni, distrazione da parte dell'ambiente, ansia nel compiacere il proprio partner e ansia per problemi di relazione.
Una delle cause proposte di eiaculazione ritardata è l'adattamento a una certa tecnica masturbatoria. Lawrence Sank (1998) ha descritto la "Sindrome masturbatoria traumatica", in cui le sensazioni che un uomo prova durante la masturbazione possono avere poca somiglianza con le sensazioni che prova durante il rapporto sessuale. Fattori come la pressione, l'angolazione e l'aderenza durante la masturbazione possono rendere l'esperienza così diversa dal sesso con un partner che la capacità di eiaculare viene ridotta o eliminata.
Sulla stessa nota, può essere il fattore visivo presente nella masturbazione che può ritardare l'eiaculazione vaginale. Poiché la sensazione durante la masturbazione è intrinsecamente collegata con l'input visivo di un modello sessuale, sia esso maschio o femmina, la visione ridotta durante il sesso può comportare la perdita di quel legame e, come tale, ritardare l'eiaculazione nell'uomo. Una possibile cura per questo può essere una migliore visione del partner durante il rapporto.

## Terapia

### Terapia sessuale
La terapia di solito prevede compiti a casa ed esercizi mirati ad aiutare un uomo ad abituarsi ad avere orgasmi attraverso rapporti inserzionali, vaginali, anali o orali, cioè attraverso il modo in cui non è abituato. Comunemente, si consiglia alla coppia di passare attraverso tre fasi. Nella prima fase, un uomo si masturba in presenza del suo partner. A volte, questa non è una cosa facile in quanto un uomo può essere abituato ad avere da solo gli orgasmi. Dopo che un uomo impara a eiaculare in presenza del suo partner, la mano dell'uomo viene sostituita con la mano del suo partner. Nella fase finale, il partner ricettivo inserisce il pene nella vagina del partner, nell'ano, o nella bocca non appena l'eiaculazione è sentita come imminente. Pertanto, un uomo impara gradualmente a eiaculare all'interno dell'orifizio desiderato mediante un processo incrementale.

### Altro
La meditazione ha dimostrato efficacia in studi di caso.
Non esistono ancora farmaci affidabili per l'eiaculazione ritardata. Gli inibitori della PDE5 come il Viagra hanno scarso effetto. In realtà, il Viagra ha un effetto ritardante sull'eiaculazione, probabilmente attraverso un effetto aggiuntivo sul cervello o una diminuzione della sensibilità nella testa del pene.